# Подкуп
Подкуп е предлагане, даване или получаване от страна на длъжностно или друго лице на материални ценности (пари или предмети) или на някаква материална облага или услуга
за действие, или бездействие, в интерес на даващия подкупа, което това лице може или трябва да изпълни по силата на своето служебно положение.
Действията по даване и получаване на подкуп са противозаконни и попадат под ударите на Наказателния кодекс на България.
Не се наказва обаче даващия подкуп, ако е бил изнуден и ако незабавно и доброволно е съобщил на властите.